# Клер (гора)
Клер (рос. Клер) — гірська вершина у північно-східній частині Великого Кавказу. Знаходиться на півдні Дагестану Росії.